# Хеммат, Мохаммад Ибрагим
Хадж Мохаммад Ибрагим Хеммат (перс. محمد ابراهیم همت‎; Шахреза, остан Исфахан, Иран, 2 апреля 1955 - Остров Маджнун, Ирак, 14 марта 1984) — иранский учитель и военный деятель, командир Стражей Исламской Революции времён Ирано-иракской войны. До Революции был активным борцом с режимом Пехлеви. Член Исламского революционного комитета.

## Ранняя деятельность
Хеммат родился в городе Шахреза 2 апреля 1955. После окончания школы отправился в Исфахан для продолжения учёбы в университет, куда он встретил со студентами-борцами с тогдашнем режимом и присоединился к ним. После университета был призван к армию, после истекания военной службы отправился назад в окрестностях Шахреза и работал учителем в местных сёлах, продолжая тем самим связи с борцами против режима Шаха, но вскоре попал среди «ненадёжных» и для предотвращения ареста отправился в Фирузабад, затем в Ясудж, Гачсаран и наконец в Ахваз.

## Исламская революция
Во время исламской революции Хеммат находился в Ахваз, но был созван на службу новым правительством и отправлен как учитель в местах, обитаемых меньшинствами - сначала в Конарак (Остан Систана и Белуджистана), а потом в Курдистан.

## Ирано-Иракская война
После вторжения Ирака в Иран Хадж Хеммат присоединился к вооружённым силам Ирана.  А после побега Банисадра был выдвинут командиром во время реформах Мухаммада Боруджерди, как инициативный и отважный военный кадр. Участвовал в операциях «Фатх аль-Мубин» (Неоспоримая победа), «Тарик аль-Кудс» (Дорога Иерусалима), «Байт аль-Мукаддас» (Иерусалим), «Рамадан», а потом отправился в Ливан и участвовал в противодействиях Израильскому вторжению. После возвращения из Ливана снова отправился на фронт и был смертельно ранен во время Операции «Хайбар», на острове Маджнун, 14 марта 1984.

## Память
В его честь названо Шоссе и прилегающая станция метро на линии Таджриш-Кахризак в Тегеране.